# HMS Tumult (R11)
HMS Tumult (R11/F121) là một tàu khu trục lớp T được Hải quân Hoàng gia Anh Quốc chế tạo trong Chương trình Khẩn cấp Chiến tranh để phục vụ trong Chiến tranh Thế giới thứ hai. Sống sót qua cuộc chiến tranh, nó được cải biến thành một tàu frigate nhanh chống tàu ngầm Kiểu 16 vào năm 1950, mang ký hiệu lườn mới F121, và tiếp tục phục vụ cho đến khi bị tháo dỡ năm 1965.

## Thiết kế và chế tạo
Tumult được chế tạo tại xưởng tàu của hãng John Brown & Company ở Clydebank, Scotland Cammel Laird, và được đặt lườn vào ngày 14 tháng 3 năm 1941. Nó được hạ thủy vào ngày 9 tháng 11 năm 1942 và nhập biên chế cùng Hải quân Hoàng gia vào ngày 2 tháng 4 năm 1943.

## Lịch sử hoạt động
Tumult đã hoạt động trong Chiến tranh Thế giới thứ hai. Sau chiến tranh, nó được cải biến thành một tàu frigate nhanh chống tàu ngầm Kiểu 16 vào năm 1950, mang ký hiệu lườn mới F121, và tiếp tục phục vụ cho đến khi bị bán để tháo dỡ vào ngày 25 tháng 10 năm 1965.